# Терцолас
Терцолас (італ. Terzolas) — муніципалітет в Італії, у регіоні Трентіно-Альто-Адідже,  провінція Тренто.
Терцолас розташований на відстані близько 520 км на північ від Рима, 37 км на північний захід від Тренто.
Населення — 625 осіб (2014).

## Демографія
Населення за роками:

Станом на 1 січня 2023 року в муніципалітеті офіційно проживало 48 іноземців з 6 країн, серед них 39 громадян країн Євросоюзу.

## Сусідні муніципалітети
- Кальдес
- Клес
- Мале